# Hrochův Týnec
Hrochův Týnec (německy Hrochow-Teinitz) je město v okrese Chrudim v Pardubickém kraji. Rozkládá se v Polabské nížině na levém břehu řeky Novohradky v místě soutoku s potokem Ležákem asi 6,7 kilometru východně od města Chrudim a jedenáct kilometrů jihovýchodně od Pardubic. Ve městě a jeho částech žije přibližně 2 300 obyvatel.

## Název
Název Hrochův dostal Týnec podle rodu Hrochů z Mezilesic. Jan Hroch z Mezilesi a na Týnci se připomíná od roku 1448, kdy jako ozbrojenec vpadl do Prahy. Později stál na straně Jiřího z Poděbrad. Jméno Hroch je vykládáno dvojím způsobem: jako počeštěná verze latinského jména Rochus, tedy Roch; nebo jako jiný tvar jména Hronek.

## Historie
První historické nálezy pocházejí z období osídlení území města Kelty, a poté Slovany. Jejich osídlení při Trstenické stezce bylo do 6. století datováno zlatou byzantskou mincí Justiniána I., která zde v 19. století byla nalezena, ale v současnosti je nezvěstná. První písemná zmínka pochází možná již z roku 1194, ale označení Týnec lze vztáhnout i na další obce. Další písemná zpráva z roku 1293 připomíná Elyase z Tyncze. Dříve zde stála měšťanská škola.
Základem osady byla tvrz, obklopená hospodářskými staveními. V roce 1544 byl Hrochův Týnec povýšen na městečko. V době raného baroka zde Zellerové z Rosenthalu zbudovali zámek, přestavěný roku 1705 na rezidenci premonstrátů z Hradiska u Olomouce.
Dne 19. dubna 2011 byl obci obnoven status města.

## Přírodní poměry
Z geomorfologického hlediska leží Hrochův Týnec v Chrudimské tabuli, která je součástí Svitavské pahorkatiny. Chrudimská tabule je na severní straně vymezena údolím Labe, na jihozápadě úpatím Železných hor, na jižní a jihovýchodní straně západním svahem Vraclavského hřbetu. Severní část Chrudimské tabule je rozdělena na dvě části. Na západě se jedná o Heřmanoměsteckou tabuli a na východě o Hrochovotýneckou tabuli. Oblast Hrochovotýnecké tabule je mírně vlhká. Průměrná roční teplota je zde mezi 8–9 °C a s průměrnými srážkami v rozmezí 600–650 milimetrů.

## Obyvatelstvo
| Rok            | 1869  | 1880  | 1890  | 1900  | 1910  | 1921  | 1930  | 1950  | 1961  | 1970  | 1980  | 1991  | 2001  | 2011  | 2021  |
| -------------- | ----- | ----- | ----- | ----- | ----- | ----- | ----- | ----- | ----- | ----- | ----- | ----- | ----- | ----- | ----- |
| Počet obyvatel | 1 082 | 1 206 | 1 239 | 1 274 | 1 340 | 1 270 | 1 182 | 1 202 | 1 238 | 1 427 | 1 671 | 1 557 | 1 465 | 1 549 | 1 580 |
| Počet domů     | 166   | 168   | 164   | 177   | 171   | 179   | 225   | 247   | 332   | 246   | 264   | 305   | 305   | 355   | 380   |

## Městská správa

### Části města
- Hrochův Týnec
- Blansko
- Blížňovice
- Skalice
- Stíčany

### Městské symboly
Znak města je historický, vlajka byla městu udělena rozhodnutím předsedy Poslanecké sněmovny Parlamentu České republiky dne 17. dubna 2009.

## TJ Tatran Hrochův Týnec

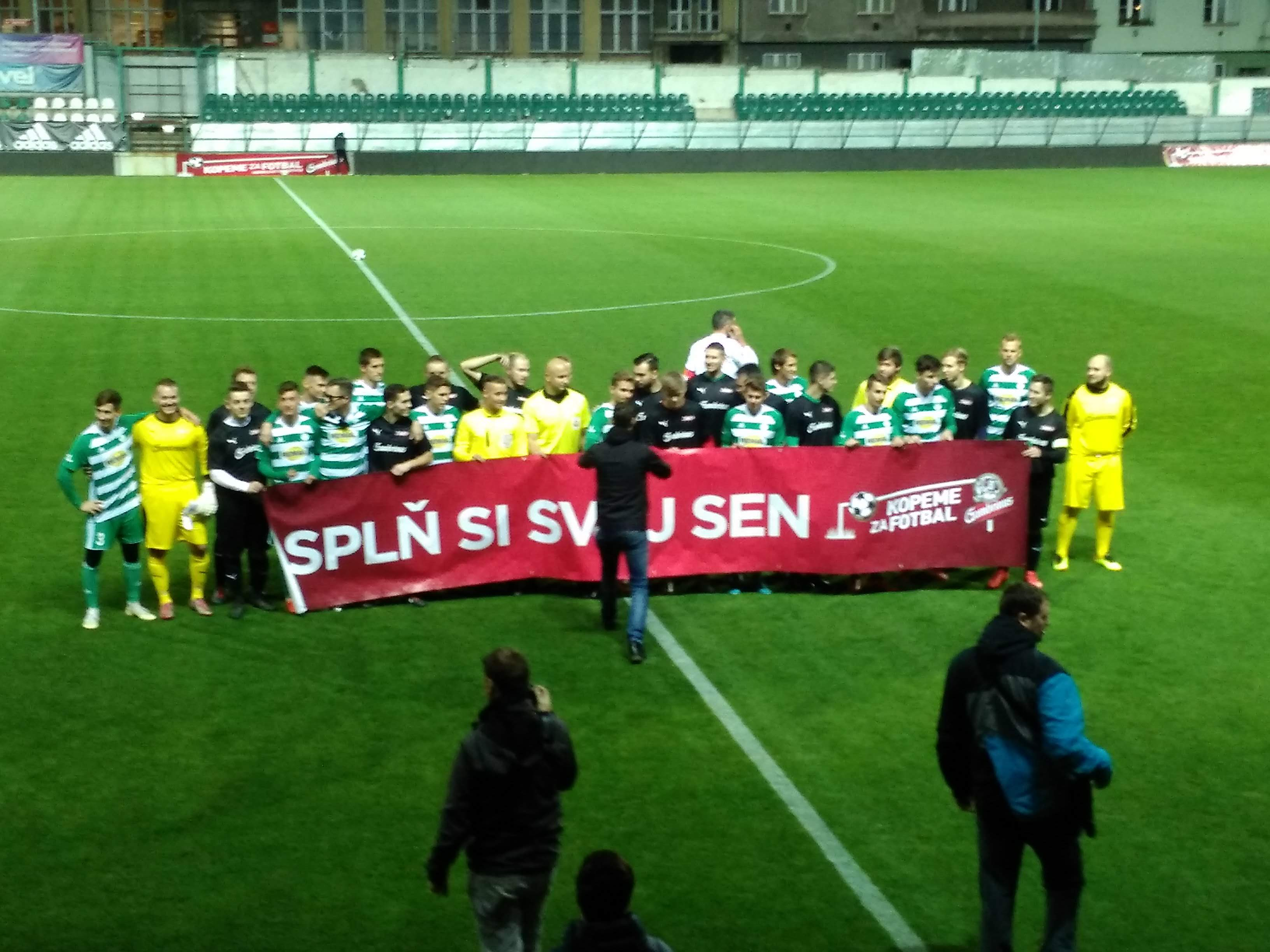
hráči TJ Tatranu Hrochova Týnce na stadionu Bohemians Praha 1905 (v roce 2018)

TJ Tatran Hrochův Týnec je fotbalový klub nacházející se v Hrochově Týnci. Fotbalový klub se aktivně účastní mistrovských utkání v několika věkových kategoriích. Muži zde hrají 1.B třídu mužů - skupinu A v Pardubickém kraji, dorost hraje GASCO Okresní přebor dorostu U19 Pardubice, Starší žáci hrají Okresní přebor starších žáků Chrudim a starší přípravka se účastní Okresního přeboru starších přípravek, skupiny A Chrudim. 
| oficiální název klubu | TJ Tatran Hrochův Týnec, z.s. |
| rok založení          | 1923 (SK Hrochův Týnec)       |
| klubové barvy         | zelená a bílá                 |
| předseda klubu        | Leoš Kaplan                   |
| sekretář klubu        | František Malý                |

### Historie
První zmínka o fotbalovém klubu v Hrochově Týnci se datuje k roku 1923, pod názvem SK Hrochův Týnec. Jelikož fotbalový klub neměl vlastní fotbalové hřiště a nemohl se aktivně účastnit kopané - rozpadl se. V roce 1930 místní mládež oprášila myšlenku znovu vytvoření fotbalového klubu. Nedokázali však přesvědčit zastupitele města aby bylo v Hrochově Týnci vybudováno fotbalové hřiště, a tak museli hrát svá utkání na cizích hřištích. Domácí utkání hráli v tomto roce na hřišti sousedního fotbalového klubu SK Bořice, které své hřiště propůjčovalo celou sezónu téměř bezplatně. Rok 1931 se nasmazatelně zapsal do historie klubu, jelikož došlo ke spojení klubů SK Bořice a SK Hrochův Týnec a vznikl tak fotbalový klub s názvem Bořicko-týnecký SK. Pro obě strany bylo spojení klubů výhodné. Hrochovotýnecký oddíl dodal hráče a Bořický oddíl zase zázemí. Roku 1934 se odehrály první mistrovské zápasy jako Bořicko-týnecký SK a od tohoto období až do roku 1939 se podařilo klubu vyhrát III. a II. třídu, čímž si zajistili postup do I.B třídy orlického okrsku. V roce 1940 došlo ke změně názvu z Bořicko-týneckého SK na Hrochův Týnec-Bořice. Rok 1948 byl zlomový, jelikož se jednalo o poslední společné působení obou klubů a do nové sezóny 1948/1949 naspoupil klub sám pod novým názvem Sokol Hrochův Týnec, odbor kopaná.

### Tréninkové hřiště
Na podzim roku 2021 vzešel nápad na osvětlení fotbalového hřiště. Po několika diskuzích se rozhodlo o osvětlení tzv. tréninkové plochy, která bude hned vedle hlavního hřiště. V průběhu ledna a února roku 2022 vznikla projektová dokumentace, která již byla podána ke schválení na stavební úřad. Odhadovaný rozpočet je 755 697 Kč, přičemž 80 % uznatelných nákladů bude financovat dotační titul NSA Kabina 2021 a o zbylých 20 % se podělí město Hrochův Týnec a Pardubický kraj.

## Pamětihodnosti

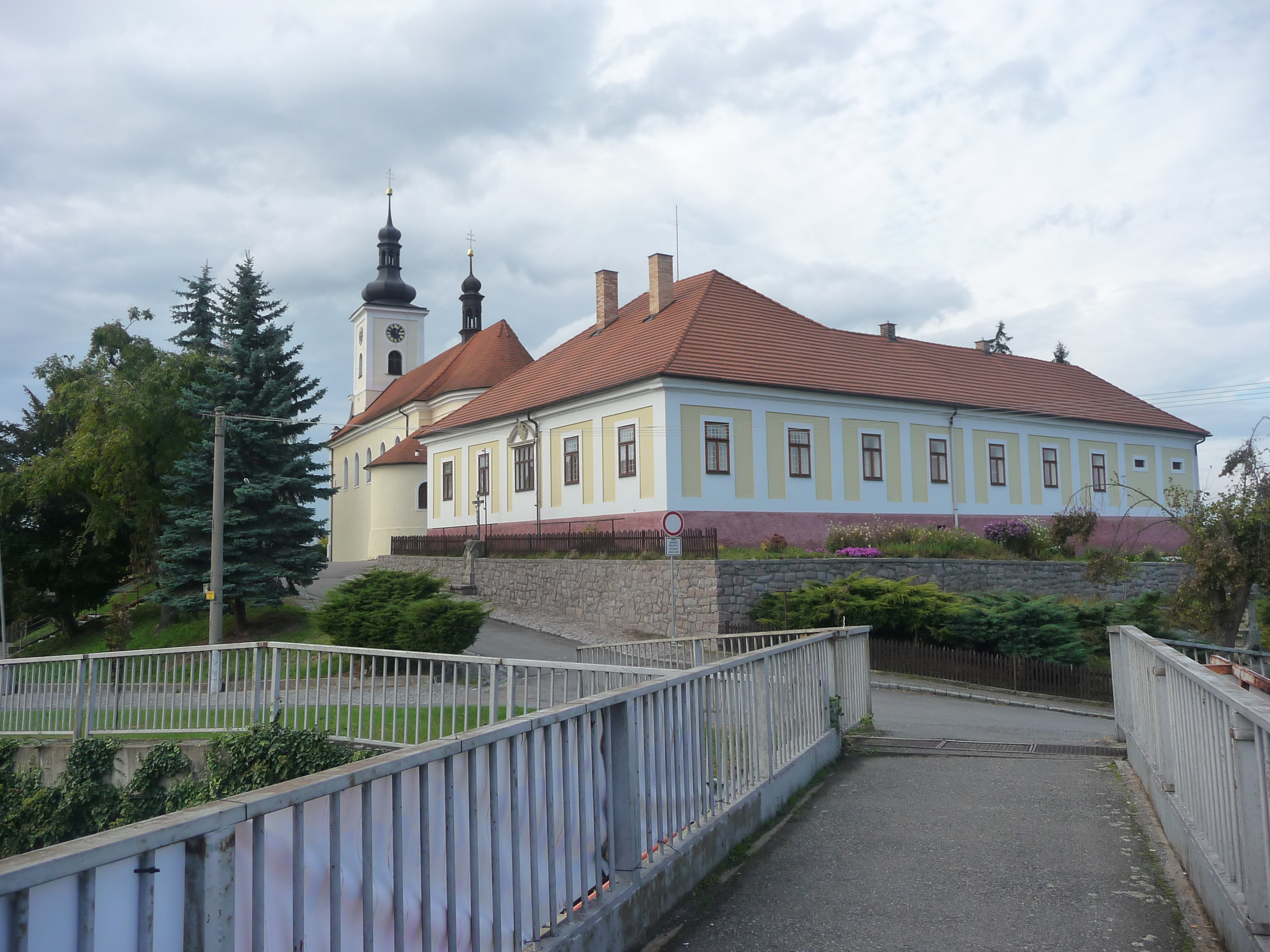
Fara, v pozadí kostel svatého Martina

- Zámek Hrochův Týnec – barokní stavba, na štítu vstupní brány kamenná socha madony Svatokopecké
- Barokní kostel svatého Martina je původně gotický a stojí na kopci za městečkem. Byl postavený v letech 1723 až 1728, ale mohl zde stát již ve 14. století. Patří mezi nejstarší budovy v Hrochově Týnci.
- Sloup se sousoším svatého Jana Nepomuckého
- Památná lípa
- Dům čp. 56
- Dům čp. 143
- Pomník padlých v první a druhé světové válce
- Krucifix s podstavcem
- Hřbitovní kaple svaté Anny
- Kříž u cesty směrem na Trojovice
- Kříž u cesty směrem na Přestavlky
- Kříž u cesty směrem na Podbor
- Kříž u cesty směrem na Chrudim

## Osobnosti
- Jan Nepomuk Filcík (1785–1837), hudebník
- Friedrich Simony (1813–1896), alpský badatel
- Adolf Želízko (* 1887), učitel
- Jiřina Macháčková, ředitelka ZŠ

## Galerie

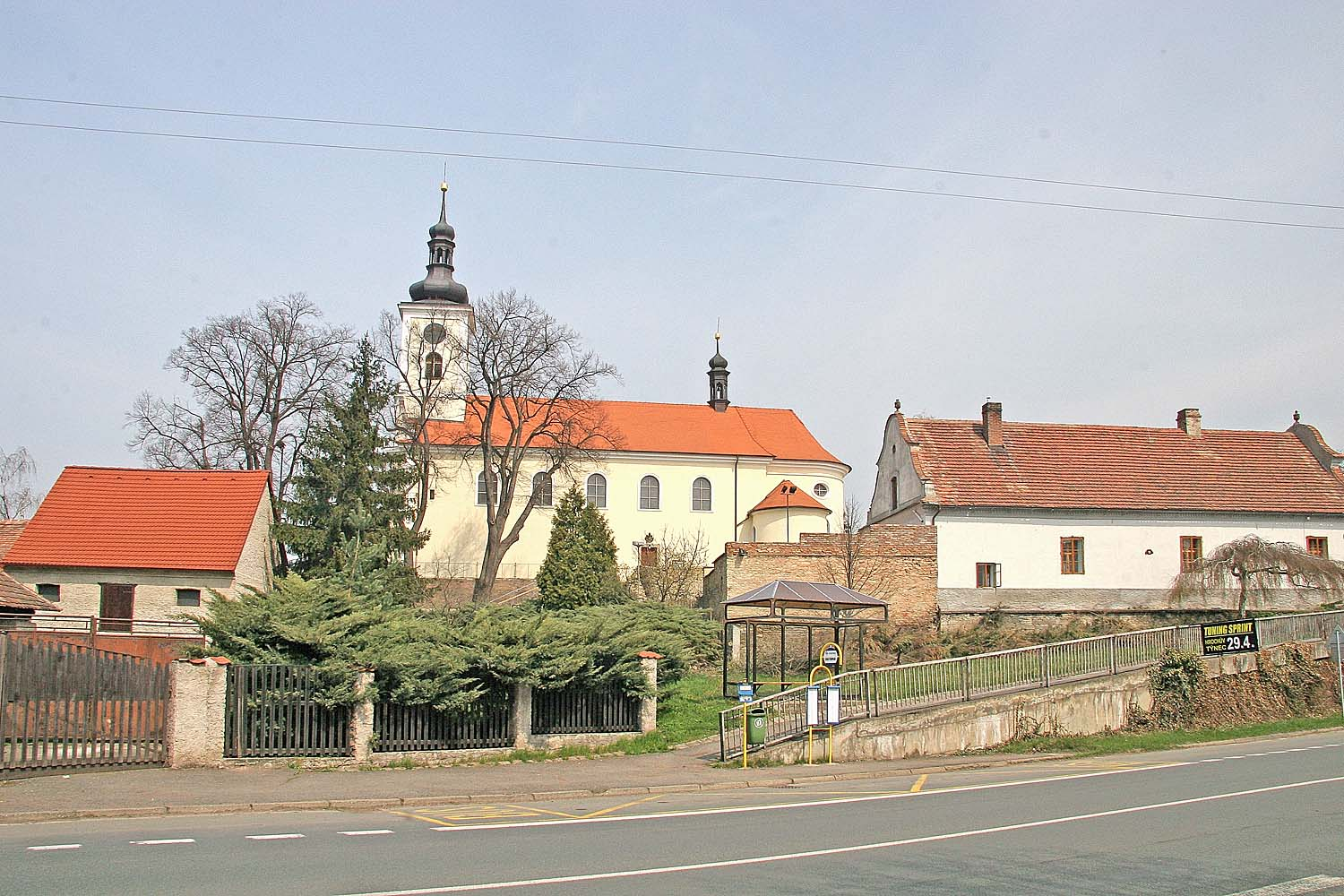
Kostel svatého Martina
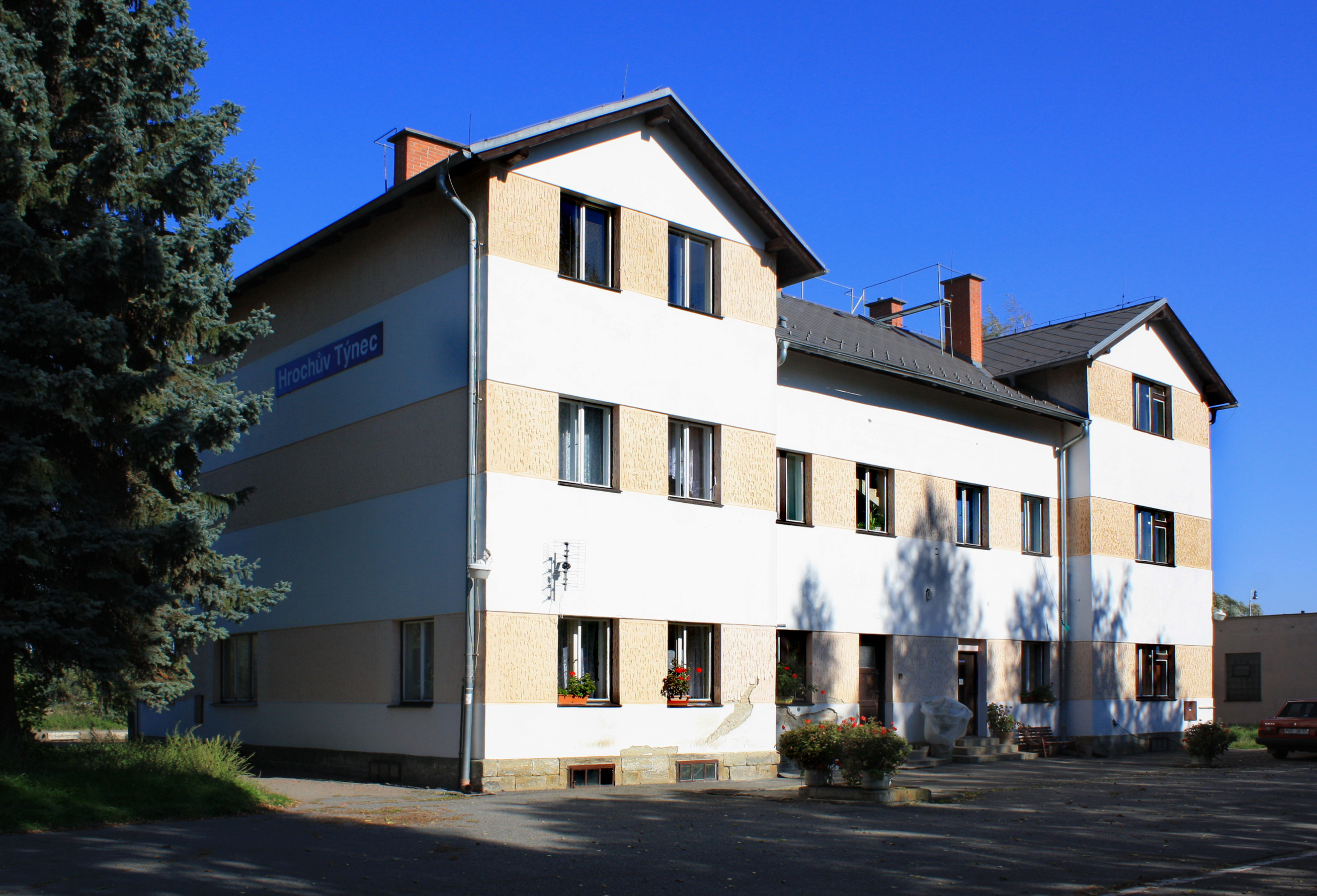
Nádraží
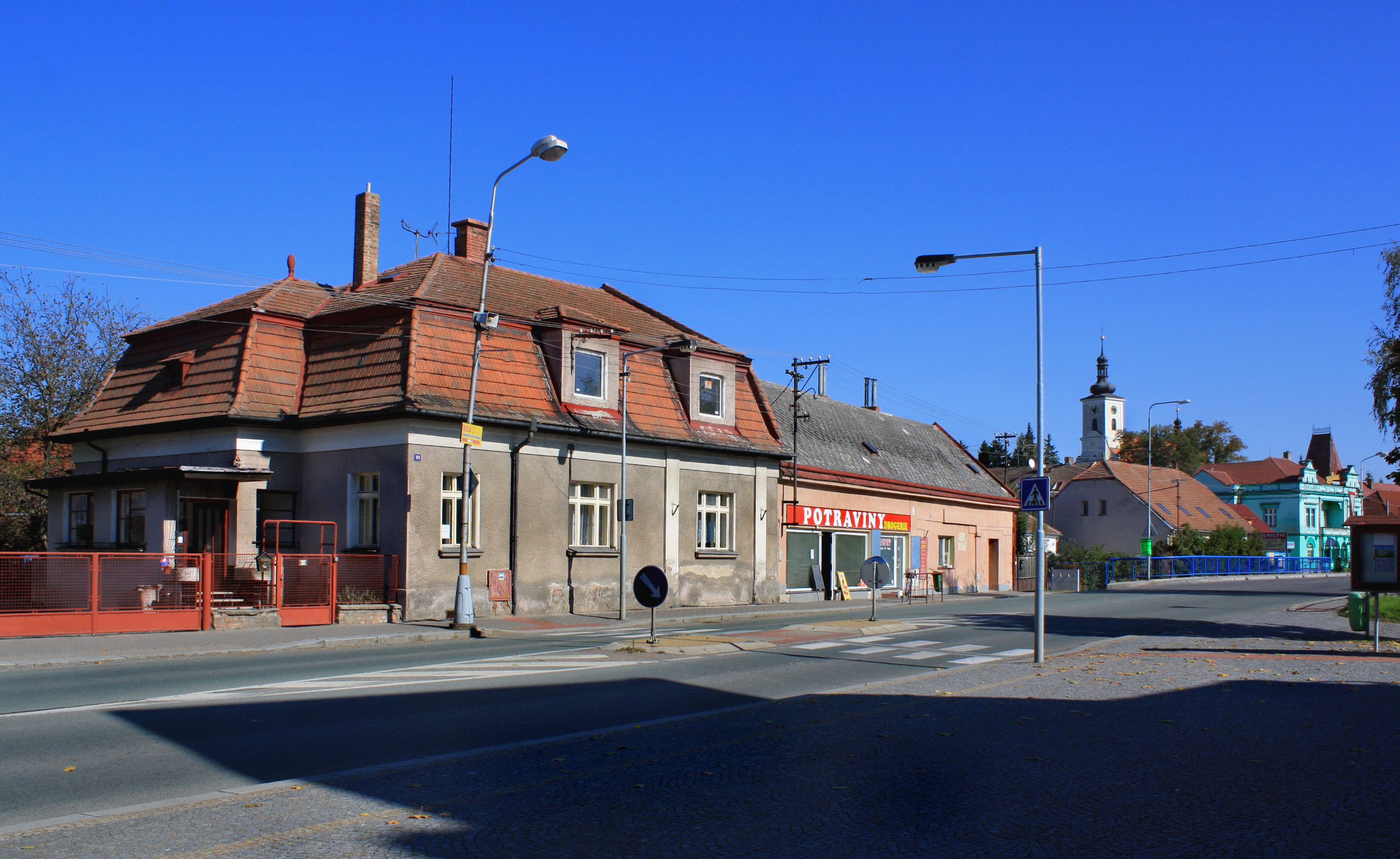
Smetanova ulice – silnice I/16